# Charles Granval
Charles Granval, nom de scène de Charles Louis Gribouval, est un acteur et metteur en scène français, né le 21 décembre 1882 à Rouen (Seine-Inférieure) et mort le 28 juillet 1943 à Paris 16e.

## Biographie
Charles Granval est entré à la Comédie-Française en 1904. Il en a été le 364e sociétaire, de 1922 à 1934.
Au cinéma, il a participé à vingt-huit films entre 1917 et 1942. Un de ses rôles les plus marquants est celui du libraire Lestingois dans Boudu sauvé des eaux de Jean Renoir (1932) aux côtés de Michel Simon. Il a été dirigé à plusieurs reprises par Julien Duvivier, notamment dans La Bandera (1935), La Belle Équipe (1936), Pépé le Moko (1937), La Fin du jour (1939).
Il a été marié à deux comédiennes, d'abord Berthe Bovy en 1913, ils divorcent en 1918 ; puis en 1922, il épouse Madeleine Renaud avec laquelle il a eu un fils, le comédien Jean-Pierre Granval, avant de divorcer en 1939.

## Filmographie
- 1917 : Le Traitement du hoquet de Raymond Bernard
- 1920 : Mademoiselle de La Seiglière d'André Antoine : Stamply père
- 1921 : Le Cœur magnifique de Séverin Mars et Jean Legrand : M. de Camajo
- 1922 : Molière, sa vie, son œuvre de Jacques de Féraudy
- 1932 : Boudu sauvé des eaux de Jean Renoir : M. Lestingois
- 1933 : Iris perdue et retrouvée de Louis J. Gasnier : le comte de Persani
- 1933 : L'assassin est ici de Robert Péguy - (court métrage)
- 1935 : Golgotha de Julien Duvivier : Caïphe
- 1935 : La Bandera de Julien Duvivier : le ségovien
- 1936 : Les Amants terribles de Marc Allégret : le clochard
- 1936 : La Belle Équipe de Julien Duvivier : le propriétaire
- 1937 : L'Homme du jour de Julien Duvivier : le colonial
- 1937 : Pépé le Moko de Julien Duvivier : Maxime
- 1937 : Le Chemin de Rio de Robert Siodmak : Blanco
- 1937 : L'homme de nulle part de Pierre Chenal : Octavio Meis
- 1937 : Une femme sans importance de Jean Choux : le pasteur
- 1937 : Blanchette de Pierre Caron : Papa Rousset
- 1937 : Sarati le terrible d'André Hugon : Jean Hudelot
- 1939 : La Fin du jour de Julien Duvivier : Deaubonne
- 1941 : Premier bal de Christian-Jaque : de Lormel père
- 1942 : La Femme que j'ai le plus aimée de Robert Vernay : le père de l’industriel
- 1942 : La Duchesse de Langeais de Jacques de Baroncelli : le vidame de Pamiers
- 1942 : La Nuit fantastique de Marcel L'Herbier : Adalbert
- 1942 : Monsieur La Souris de Georges Lacombe : Laborde
- 1942 : Pontcarral, colonel d'Empire de Jean Delannoy : le marquis de Ransal
- 1942 : Le Bienfaiteur d'Henri Decoin : le maire
- 1942 : Le Comte de Monte-Cristo de Robert Vernay : Monsieur Morel
- 1942 : L'Honorable Catherine de Marcel L'Herbier : Jérôme

## Théâtre

### Hors Comédie-Française
- 1903 : La Tentation de Tod Clyft de Henri Lyon, Théâtre des Mathurins
- 1904 : On demande de Henri Lyon, Théâtre des Capucines

### Comédie-Française
- 1905 : Don Quichotte de Jean Richepin d'après Miguel de Cervantes : Chiquiznaque
- 1906 : Hernani de Victor Hugo : Don Mathias
- 1906 : Paraître de Maurice Donnay : Luynais
- 1906 : Le Barbier de Séville de Beaumarchais : L'Éveillé
- 1906 : La Courtisane d'André Arnyvelde : Gilbert
- 1907 : Marion de Lorme de Victor Hugo : le chevalier de Montpesat
- 1907 : La Rivale de Henry Kistemaeckers et Eugène Delard : Sormier
- 1907 : Chacun sa vie de Gustave Guiches et Pierre-Barthélemy Gheusi : Le Béal
- 1908 : Agnès mariée de Maurice Allou : Horace
- 1908 : Le Misanthrope de Molière, mise en scène Jules Truffier : Clitandre
- 1908 : Le Barbier de Séville de Beaumarchais : La Jeunesse
- 1908 : Le Foyer d'Octave Mirbeau et Thadée Natanson : Ludovic Belair
- 1909 : Le Masque et le bandeau d'Albert Flament : M. Cavenat
- 1909 : La Furie de Jules Bois : un soldat d'Alcée
- 1909 : La Robe rouge d'Eugène Brieux : Bunerat
- 1909 : Sire de Henri Lavedan : Cherpetit
- 1910 : Les Plaideurs de Jean Racine : Petit-Jean
- 1910 : Les Marionnettes de Pierre Wolff : le duc de Ganges
- 1911 : Le Goût du vice de Henri Lavedan, théâtre de l'Odéon : D'Aprieu
- 1911 : Primerose de Gaston Arman de Caillavet et Robert de Flers : un camelot du roi
- 1912 : L'Embuscade de Henry Kistemaeckers : Paget
- 1913 : Louis XI de Casimir Delavigne : Marcel
- 1913 : La Marche nuptiale de Henry Bataille : Eugène
- 1914 : Georgette Lemeunier de Maurice Donnay : Charcennes
- 1914 : Le Prince charmant de Tristan Bernard : M. Alcidier
- 1917 : Le Barbier de Séville de Beaumarchais : Figaro
- 1918 : Le Misanthrope de Molière : Dubois
- 1919 : On ne badine pas avec l'amour d'Alfred de Musset : le baron
- 1920 : L'Amour médecin de Molière, mise en scène Georges Berr : M. Bahis
- 1920 : Juliette et Roméo d'André Rivoire d'après William Shakespeare : le clown
- 1920 : Paraître de Maurice Donnay : le Greffier
- 1920 : La Mort enchaînée de Maurice Magre : le dieu Pan
- 1921 : Le Passé de Georges de Porto-Riche : Béhopé
- 1921 : Francillon d'Alexandre Dumas fils : Jean de Carillac
- 1921 : Cléopâtre d'André-Ferdinand Hérold d'après Plutarque et William Shakespeare : un jardinier
- 1921 : Un ennemi du peuple de Henrik Ibsen : Aslaksen
- 1921 : La Coupe enchantée de Jean de La Fontaine et Champmeslé : Thibaut
- 1921 : La Robe rouge d'Eugène Brieux : Mondoubleau
- 1921 : Monsieur de Pourceaugnac de Molière : deuxième avocat chantant
- 1922 : On ne badine pas avec l'amour d'Alfred de Musset : Bridaine
- 1922 : La Comtesse d'Escarbagnas de Molière : la Comtesse d'Escarbagnas
- 1922 : Marion de Lorme de Victor Hugo : le Gracieux
- 1922 : Vautrin d'Edmond Guiraud d'après Honoré de Balzac : Paccard
- 1922 : Les Fourberies de Scapin de Molière : Sylvestre
- 1923 : On ne badine pas avec l'amour d'Alfred de Musset, mise en scène Charles Granval : maitre Bridaine
- 1923 : Monsieur Brotonneau de Robert de Flers et Gaston Arman de Caillavet : Lardier
- 1923 : Le Klephte d’Abraham Dreyfus : Antoine
- 1924 : L'École des femmes de Molière : Alain
- 1924 : Le Vieil Homme de Georges de Porto-Riche : Chavassieux
- 1925 : Les Corbeaux de Henry Becque : Merckens
- 1925 : Hedda Gabler de Henrik Ibsen : George Tesman
- 1926 : Le Secret de Polichinelle de Pierre Wolff, mise en scène Charles Granval : Trevoux
- 1926 : La Carcasse de Denys Amiel et André Obey : Labrune
- 1928 : Turcaret ou le Financier d'Alain-René Lesage, mise en scène Émile Fabre : Frontin
- 1928 : Le Métier d'amant d'Edmond Sée : Louis Thivrier
- 1930 : Moi d'Eugène Labiche et Édouard Martin, mise en scène Charles Granval
- 1932 : L'Âge du fer de Denys Amiel : Raynaud
- 1933 : La Tragédie de Coriolan de William Shakespeare, mise en scène Émile Fabre : Brutus

### Metteur en scène
- 1930 : Moi d'Eugène Labiche et Édouard Martin, Comédie-Française
- 1932 : Hamlet de William Shakespeare, Comédie-Française (reprises en 1934 et 1942)
- 1933 : Monsieur Vernet de Jules Renard, Comédie-Française
- 1939 : Hamlet ou les Suites de la piété filiale de Jules Laforgue, Théâtre de l'Atelier

## Publication
- De la Comédie-Française aux Boulevards, préface de Jules Claretie, Paul Ollendorff éditeur, 1906 (BNF 39771014)